# Synagoga Nowomiejska w Rzeszowie

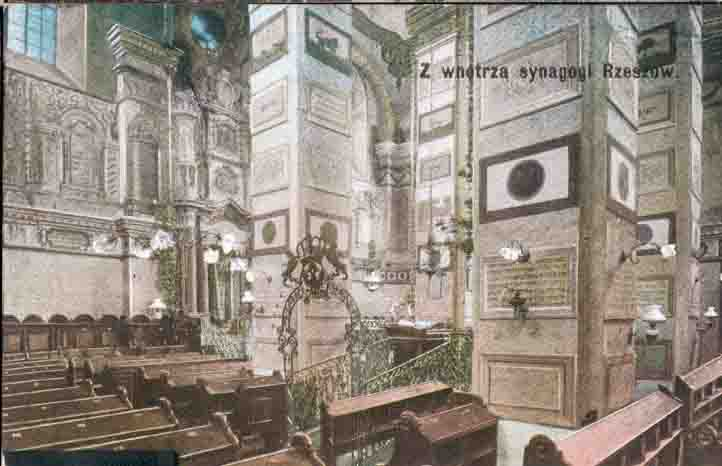
Wnętrze synagogi

Synagoga Nowomiejska w Rzeszowie – synagoga znajdująca się w Rzeszowie przy ulicy Jana Sobieskiego 17. Jest obecnie jedną z najstarszych zachowanych synagog w województwie podkarpackim.
Nazwa synagogi wzięła się od nazwy dzielnicy miasta, dokładniej części wybudowanej na północ od Starego Rynku w kierunku Nowego Rynku. Synagoga zwana również była Nową Szkołą oraz Dużą, ze względu na swój większy rozmiar względem synagogi Staromiejskiej.

## Historia
Synagoga została zbudowana na przełomie XVII i XVIII wieku, ze zezwoleniem Hieronima Andrzeja Lubomirskiego z 1686 roku. Zachowane dokumenty wspominają włoskiego architekta Jana Chrzciciela Belottiego, który w latach 1705–1712 był budowniczym i projektantem synagogi. W związku z tym dokładna data powstania synagogi do dziś nie jest znana. Pierwotnie była synagogą o charakterze obronnym.
W pierwszej połowie XIX wieku została gruntownie wyremontowana i odnowiona. Już na początku XX wieku synagoga była pod stałą opieką konserwatorską dawnego namiestnictwa austriackiego, a później województwa lwowskiego.
Podczas II wojny światowej hitlerowcy zdewastowali synagogę, a w jej wnętrzach urządzili stajnię dla koni. W 1944 roku została podpalona, przez co runęły sklepienia, popękały ściany oraz porwały się wiązadła łączące dwie wysokie attyki.
Po zakończeniu wojny budynek synagogi stał w stanie kompletnej ruiny i groził zawaleniem. W 1948 roku Zarząd Miejski planował wyburzenie zrujnowanej synagogi, a wykonanie chciał zlecić Państwowemu Urzędowi Odbudowy, który uzyskałby większą ilość cegły.
Na taki stan rzeczy nie chciała się zgodzić Kongregacja Wyznania Mojżeszowego. Proponowała ona wyremontowanie synagogi, rozebranie rozsypującej się attyki oraz całość nakryć nowym dachem. Kongregacja swoje racje argumentowała zabytkowym charakterem budynku oraz tym że posiada bardzo grube, silne mury, które świadczą o obronnym charakterze synagogi.
W latach 1954–1965 synagoga została odbudowana, a na jej dachu nadbudowano dodatkową kondygnację, poprzez co synagoga utraciła swój pierwotny wygląd. W jej wnętrzach umieszczono siedzibę Biura Wystaw Artystycznych, dom pracy twórczej Związku Polskich Artystów Plastyków i Związek Polskich Artystów, Malarzy i Grafików, a obecnie dodatkowo kawiarnię. Do dziś niewiele się zachowało z pierwotnego wyposażenia synagogi.

## Architektura
Murowany budynek synagogi wzniesiono na planie prostokąta o wymiarach 20 na 30 metrów, w stylu renesansowo-barokowym. Pierwotnie we wnętrzu we wschodniej części znajdowała się główna sala modlitewna, do której wchodziło się przez przedsionek, nad którym na piętrze znajdował się babiniec.
Pierwotnie wewnątrz głównej sali modlitewnej znajdowało się barokowe sklepienie wsparte na czterech masywnych filarach, między którymi stała bima. Ściany, sklepienia i filary były ozdobione kolorowymi polichromiami oraz bogatymi sztukateriami. Do dziś na ścianie wschodniej zachowała się wnęka po aron ha-kodesz, jednak została zasłonięta ekranem do ekspozycji obrazów.